# Dragon Ball: Origins 2
Dragon Ball: Origins 2, conocido en Japón como Dragon Ball DS 2: Charge! Red Ribbon Army  (ドラゴンボールDS2 突撃! レッドリボン軍 Doragon Bōru Dī Esu Tsū Totsugeki! Reddo Ribon Gun?), es un videojuego de acción y aventuras desarrollado por Game Republic para Nintendo DS. El juego fue distribuido por Namco Bandai, bajo el sello de Bandai, tanto en Japón como en Europa, mientras que en Estados Unidos fue distribuido por Konami. El juego llegó al mercado el 11 de febrero de 2010 en Japón, el 22 de junio de 2010 en Estados Unidos y el 2 de julio de 2010 en Europa.
Es la secuela de Dragon Ball: Origins.

## Personajes
El juego cuenta con los siguientes personajes:
- Goku
- Bulma
- Super 8
- Krilin
- Yamcha
- Arale
- Vegeta

## Recepción
El juego recibió generalmente críticas mixtas a positivas desde su lanzamiento.